# Kanton Vigeois
Kanton Vigeois (francouzsky Canton de Vigeois) je francouzský kanton v departementu Corrèze v regionu Limousin. Tvoří ho šest obcí.

## Obce kantonu
- Estivaux
- Orgnac-sur-Vézère
- Perpezac-le-Noir
- Saint-Bonnet-l'Enfantier
- Troche
- Vigeois